# Série dos inversos dos primos
Em matemática, a série dos inversos dos primos é a série numérica cujos termos são os inversos dos números primos:
{\displaystyle \sum _{i=1}^{\infty }{\frac {1}{p_{i}}}={\frac {1}{2}}+{\frac {1}{3}}+{\frac {1}{5}}+{\frac {1}{7}}+\ldots \,}
O matemático suíço Leonhard Euler demonstrou, no século XVIII que esta série é divergente.

## Demonstração
Uma versão moderna da prova original de Euler pode ser feita como a seguir:
Defina o conjunto {\displaystyle E_{k}\,} cujos elementos são todos os números naturais positivos divisíveis apenas pelos k primeiros números primos. Defina também {\displaystyle S_{k}\,} como a soma dos inversos dos elementos de {\displaystyle E_{k}\,}, assim:
{\displaystyle S_{0}=1\,}
{\displaystyle S_{1}=1+{\frac {1}{2}}+{\frac {1}{2^{2}}}+{\frac {1}{2^{3}}}+\ldots \,}
{\displaystyle S_{2}=1+{\frac {1}{2}}+{\frac {1}{3}}+{\frac {1}{2^{2}}}+{\frac {1}{2.3}}+{\frac {1}{3^{2}}}\ldots \,}
É possível mostrar por indução que:
{\displaystyle S_{k}=\left(1+{\frac {1}{p_{k}}}+{\frac {1}{p_{k}^{2}}}+{\frac {1}{p_{k}^{3}}}+\ldots \right)S_{k-1},~~k\geq 2\,}
Usando a série geométrica, temos:
{\displaystyle S_{k}={\frac {1}{1-p_{k}^{-1}}}S_{k-1},~~k\geq 2\,}
E, portanto:
{\displaystyle S_{k}=\left({\frac {1}{1-p_{k}^{-1}}}\right)\left({\frac {1}{1-p_{k-1}^{-1}}}\right)\cdots \left({\frac {1}{1-p_{1}^{-1}}}\right)=\prod _{i=1}^{k}{\frac {1}{1-p_{i}^{-1}}}\,}
tomando logaritmos, temos:
{\displaystyle \ln S_{k}=-\sum _{i=1}^{k}\ln \left(1-p_{i}^{-1}\right)\,}
Usamos a série de Taylor para o logarítmo:
{\displaystyle -\ln(1-p_{i}^{-1})={\frac {1}{p_{i}}}+{\frac {1}{2p_{i}^{2}}}+{\frac {1}{3p_{i}^{3}}}+\ldots \,}
assim:
{\displaystyle {\begin{array}{lcl}\ln S_{k}&=&\sum _{i=1}^{k}\sum _{n=1}^{\infty }{\frac {1}{np_{i}^{n}}}\\&=&\sum _{i=1}^{k}{\frac {1}{p_{i}}}+\sum _{i=2}^{k}{\frac {1}{p_{i}^{2}}}\sum _{n=2}^{\infty }{\frac {1}{np_{i}^{n-2}}}\\&\leq &\sum _{i=1}^{k}{\frac {1}{p_{i}}}+\sum _{i=2}^{k}{\frac {1}{p_{i}^{2}}}\sum _{n=2}^{\infty }{\frac {1}{p_{i}^{n-2}}}\\&=&\sum _{i=1}^{k}{\frac {1}{p_{i}}}+\sum _{i=2}^{k}{\frac {1}{p_{i}^{2}-p_{i}}}\\\end{array}}}
Observamos que:
{\displaystyle \sum _{i=2}^{k}{\frac {1}{p_{i}^{2}-p_{i}}}\leq \sum _{i=2}^{\infty }{\frac {1}{i^{2}-i}}=\sum _{i=2}^{\infty }\left({\frac {1}{i-1}}-{\frac {1}{i}}\right)=1}
e também que:
{\displaystyle S_{k}\geq \sum _{i=1}^{k}{\frac {1}{k}}\geq \ln k}
E finalmente:
{\displaystyle \sum _{i=1}^{k}{\frac {1}{p_{i}}}\geq \ln \left(\ln k-1\right)}
E o resultado segue dado que {\displaystyle \ln \ln k\to \infty \,} quando {\displaystyle k\to \infty \,}

## Outra demonstração
Esta prova é atribuída ao matemático húngaro Paul Erdős.
Suponha por absurdo que a série seja convergente. Então existe um número natural {\displaystyle k\,} tal que:
{\displaystyle \sum _{i=k+1}^{\infty }{\frac {1}{p_{i}}}<{\frac {1}{2}}\,}
Defina o conjunto {\displaystyle S(x)\,} formado pelos números naturais inferiores ou iguais a x que são divisíveis apenas pelos primos {\displaystyle 2,3,5,\ldots ,p_{k}\,}:
{\displaystyle S(x)=\left\{n\in \mathbb {N} :n\leq x\land p_{i}\nmid n,~~\forall i>k\right\}}
E defina a função {\displaystyle N(x)\,} como o número de elementos em {\displaystyle S(x)\,}.
A prova consiste em estabelecer valores máximos e mínimos para N(x) e observar uma contradição para valores altos de x.
Proposição 1: {\displaystyle N(x)\leq 2^{k}{\sqrt {x}}\,}
Todo número inteiro pode ser escrito na forma {\displaystyle p=qm^{2}\,}, onde q é um Inteiro sem fator quadrático. Os elementos {\displaystyle p\in S(x)\,} só podem ter, como fatores primos, os primos {\displaystyle p_{1},p_{2},\ldots p_{k}\,}, portanto o número q é da seguinte forma:
{\displaystyle q={p_{1}}^{e_{1}}{p_{2}}^{e_{2}}\ldots {p_{k}}^{e_{k}}\,}
onde os expoentes {\displaystyle e_{i}\,} valem 0 ou 1. Existem, portanto, no máximo, {\displaystyle 2^{k}\,} possibilidades para o valor do número q. Como m2 ≤ x, temos que existem no máximo {\displaystyle {\sqrt {x}}\,} possibilidades para m. Assim, por análise combinatória, temos uma quota superior para N(x).
Proposição 2: {\displaystyle N(x)>{\frac {x}{2}}\,}
O complemento do conjunto S(x) no conjunto {1, 2, ..., x} tem x - N(x) elementos. Cada elemento deste conjunto deve ser divisível por algum primo pi, com i > k.
Mas a quantidade de números inteiros nesta faixa que é divisivel por um primo {\displaystyle p_{i}\,} é inferior a {\displaystyle {\frac {x}{p_{i}}}\,}.
Portanto, temos a a estimativa:
{\displaystyle x-N(x)\leq \sum _{i=k+1}^{\infty }{\frac {x}{p_{i}}}=x\sum _{i=k+1}^{\infty }{\frac {1}{p_{i}}}<{\frac {x}{2}}\,}
ou, simplificando:
{\displaystyle N(x)>{\frac {x}{2}}\,}
E vemos que, para x grande, as duas proposições se contradizem, o que completa a demonstração.

## Teorema de Brun
Viggo Brun, em 1919, demonstrou que a série dos recíprocos dos primos gêmeos converge. Esta série gera o número denominado de constante de Brun.
{\displaystyle B_{2}=\left({\frac {1}{3}}+{\frac {1}{5}}\right)+\left({\frac {1}{5}}+{\frac {1}{7}}\right)+\left({\frac {1}{11}}+{\frac {1}{13}}\right)+\left({\frac {1}{17}}+{\frac {1}{19}}\right)+\left({\frac {1}{29}}+{\frac {1}{31}}\right)+\cdots \approx 1,9021605823.}
Observe cuidadosamente que ainda é um problema em aberto a existência de infinitos primos gêmeos. O teorema de Brun afirma que mesmo que existam infinitos termos nesta soma, a série resultante é ainda assim convergente.